# Inocência
Inocência là một đô thị thuộc bang Mato Grosso do Sul, Brasil. Đô thị này có diện tích 5776,261 km², dân số năm 2007 là 7339 người, mật độ 1,27 người/km².